# Lilltjärnen (Umeå socken, Västerbotten)
Lilltjärnen är en sjö i Umeå kommun i Västerbotten och ingår i Tavelåns huvudavrinningsområde.